# Kochstraße (métro de Berlin)
Checkpoint Charlie
Kochstraße est une station de la ligne 6 du métro de Berlin, dans le quartier de Kreuzberg.

## Géographie
La station se situe sous Friedrichstraße au croisement de Kochstraße et Rudi-Dutschke-Straße, partie orientale de la Kochstraße rebaptisée le 30 avril 2008.

## Histoire
La station ouvre le 30 janvier 1923.
Du 13 août 1961 au 22 décembre 1989, la station est la plus accessible au nord de Berlin-Ouest avant d'atteindre des stations fantômes ; elle est annoncée comme le terminus. Dans les années 1990, la plate-forme est étendue de 80 à 110 mètres afin de pouvoir avoir six voitures.

## Correspondances
La station de métro a des correspondances avec les lignes d'omnibus de la Berliner Verkehrsbetriebe M29.